# 카롤리네 폰 바덴 대공녀
바덴의 카롤리네(독일어: Karoline Friederike Wilhelmine von Baden 카롤리네 프리데리케 빌헬미네 폰 바덴[*], 1776년 7월 13일 ~ 1841년 11월 13일)는 바이에른의 국왕 막시밀리안 1세 요제프의 두 번째 아내이다.
바덴 대공자 카를 루트비히와 헤센다름슈타트의 아말리에의 장녀로 태어났다. 형제로는 러시아 황후 루이제, 스웨덴 왕비 프레데리케, 헤센 대공비 빌헬미네 등이 있다. 1797년 팔츠-츠바이브뤼켄 공 막시밀리안과 결혼했다. 막시밀리안은 첫 번째 아내 헤센다름슈타트의 아우구스테 빌헬미네와 사별한 뒤였다. 카롤리네는 요절한 장남을 포함해 1남 6녀를 낳았다.

## 자녀
- 카를 프리드리히(1800~1803)
- 엘리자베트 루도비카(1801~1873) 프로이센 왕비
- 아말리에 아우구스테(1801~1877) 작센 왕비
- 조피(1805~1872) 오스트리아 대공비
- 마리아 안나(1805~1877) 작센 왕비
- 루도비카(1808~1892) 바이에른 공작 부인
- 막시밀리아네(1810~1821)